# François Béchamel
Pour les articles homonymes, voir Béchamel.
François Béchamel, né en 1637 et décédé en 1676, est un prêtre jésuite français, professeur au collège de Limoges, et, par la suite, missionnaire, en Guyane. Il a exploré l’intérieur de la Guyane.

## Jésuite, professeur au collège de Limoges
François Béchamel est né en 1637, et il a été présent, en qualité de professeur, au collège de Limoges, dans les années 1660. A cette époque, tous les élèves du collège sont externes ; les professeurs sont appelés « régents », ils sont, pour la plupart, des jésuites qui changent souvent d’affectation passant d’une ville à une autre. À l’époque où François Béchamel enseigne à Limoges, les élèves sont au nombre d’un millier environ ; les régents, de leur côté, sont au nombre de 36 pour enseigner à ces élèves.
François Béchamel est envoyé comme missionnaire en Guyane, dans les années 1670. En ces terres inexplorées un missionnaire est souvent amené, comme on le voit ci-dessous, à se faire explorateur pour son activité de mission dans des contrées d’accès difficile ; usé par ses voyages, par les privations subies durant des mois d’exploration, il meurt en 1676, à la suite d'une maladie due au froid, dans le navire qui le ramenait en Hollande,.

## Missionnaire, explorateur de la Guyane intérieure

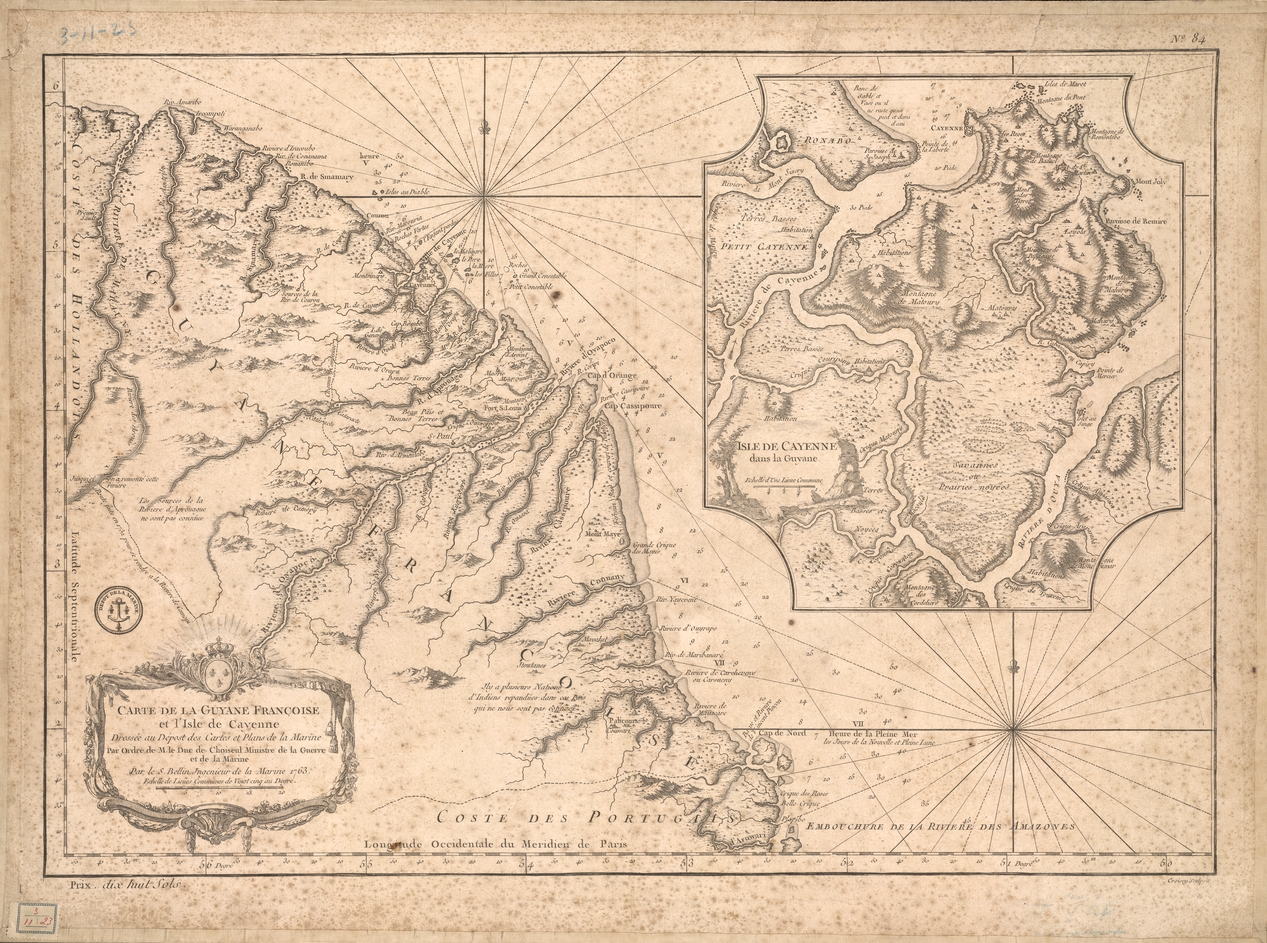
Carte de la Guyane et l'île de Cayenne établie un siècle après l'expédition de Grillet et de Béchamel.

François Béchamel est missionnaire en Guyane, en compagnie de Jean Grillet (1623-1677), un confrère jésuite arrivé en Guyane en 1668. De fin janvier à mi-juin 1674, Béchamel et Grillet accomplissent un voyage de près de cinq mois chez les Indiens. Ce voyage, en 1674, est contemporain de d’établissement, sur l’ile de Cayenne, de plusieurs centaines de colons français ; cette colonisation se fait, sous l’impulsion de Colbert, à partir de 1664, et elle ne concerne que l’ile de Cayenne et quelques établissements du littoral atlantique. 
Un visiteur des jésuites charge Grillet d’aller explorer l’intérieur de la Guyane, sur lequel on ne possède encore que des renseignements incertains. François Béchamel accompagne Grillet dans ce voyage. Les deux missionnaires partent de Cayenne le 25 janvier 1674, dans un canot conduit par un pilote pêcheur, ayant à bord deux de leurs serviteurs et trois indiens. Ils reviennent à Cayenne le 15 juin 1674 ; on peut penser que les fatigues, les privations de toutes espèces qu’ont éprouvées durant près de cinq mois les deux explorateurs abrègent leurs jours : Grillet meurt en 1677 et son confrère Béchamel en 1676 alors qu'il n'a pas encore 40 ans.
Les pères Jean Grillet et François Béchamel ont retranscrit leur voyage de 1674 en Guyane, à la recherche du lac légendaire de Parmia. Ils semblent avoir remonté la rivière Comté jusqu’à un point proche des Nouragues avec des guides Galibi. Selon leur compte-rendu, ils rencontrèrent le peuple Nouragues en février 1674, qu’ils décrivirent comme un peuple « courtois et affable. ». Depuis la disparition des indiens Nouragues, au XVIIIe siècle, la région des Nouragues est réputée inhabitée.

## Extrait du récit du voyage de Grillet et Béchamel
Les deux prêtres jésuites sont de retour à Cayenne, après leur pérégrination de missionnaires, qui s’est doublée d’un voyage d’exploration, le 15 juin 1674 ; ils rendent compte à leurs supérieurs du déroulement de leur mission à l’intérieur de la Guyane ; ainsi Jean Grillet décrit les préparatifs de ce voyage qu’il a effectué en compagnie de François Béchamel (note : le texte est reproduit ici, dans une orthographe modernisée, avec quelques notes, entre parenthèses, qui sont là pour éclairer le récit de Jean Grillet ; ce récit a été publiée, sous le titre de Journal du voyage que les pères Jean Grillet et François Béchamel de la Compagnie de Jésus, on fait dans la Guyane en 1674, dans un ouvrage édité à Paris, chez Claude Barbin, en 1682 : Relation de la rivière des Amazones ; ce texte est disponible sur Internet à l’adresse suivante : ) :
« Je fus si heureux que d'être choisi pour un si saint emploi, et mes ordres portaient en particulier que je tâcherais de découvrir les Acoquas (note : peuple autrefois présent dans la région du fleuve Oyapock, frontière entre Guyane et Brésil), Nation très peuplée, suivant le rapport de quelques Nouragues (note : peuple autrefois installé dans la région de Camopi) qui fréquentent les Galibis (note : peuple Kalinas, anciennement appelé Galibis), mais qu'ils font passer pour gens guerriers, et pour des mangeurs d'hommes. (...)
Je demandai pour mon compagnon le R.P. François Béchamel, qui est très zélé pour les Missions, et qui a beaucoup de facilité pour apprendre les langues étrangères, outre qu'il entendait déjà le langage Galibis, que beaucoup de Nouragues parlent, chez lesquels nous devions prendre des Guides, pour nous conduire au Pays des Acoquas, puisque nous ne savons pas encore d'autre chemin pour y aller que par les terres des Nouragues ; le Père Béchamel prit le soin de chercher des Galibis pour nous conduire chez les Nouragues, qui sont au-dessus de la source de la rivière d'Uvia (note : rivière débouchant dans la mer à l’est de Cayenne) et d'acheter de la Cassave (note : c'est une galette à base de farine de manioc) et de la pâte d'Ouicou (note : pâte faite de manioc et de patate douce, dont on fait une boisson épaisse qui ressemble à du lait, en la délayant avec de l'eau) pour ce voyage, qui devait être de dix jours. »

## Sources
- Acuña, Cristóbal de, Relation de la rivière des Amazones, traduite par feu M. de Gomberville, Paris, C. Barbin, 1682
- Pierre Delage, Lycée Gay-Lussac : 5 siècles d'enseignement, Saint-Paul, Le Puy Fraud éd., 2010
- Jean Chrétien Ferdinand Hoefer, Nouvelle biographie universelle depuis les temps les plus reculés jusqu'à nos jours, Paris, Firmin-Didot frères, 1852.
- Régis Verwimp, Les jésuites en Guyane française sous l'Ancien Régime, 1498-1768, Matoury, Ibis rouge, 2011, 339 p. (ISBN 978-2-84450-387-9 et 2-84450-387-X), p. 55-57.